# 納濟姆河
納濟姆河（俄语：Назым）是俄羅斯的河流，屬於鄂畢河的右支流，由漢特-曼西自治區負責管轄，河道全長422公里，流域面積15,200平方公里，發源自西伯利亞山脈，河水主要來自融雪，每年十月至翌年五月結冰。